# Кристоф Якоб фон Дегенфелд
Кристоф Якоб фон Дегенфелд (на немски: Christoph Jacob von Degenfeld; * ок. 1596; † 11 ноември 1646 в дворец Нойхауз в Ерщет) е фрайхер, благородник от род Дегенфелд, собственик в Нойхауз и Ойленхоф, в Ерщет (днес в Зинсхайм) и Вайбщат също съ-господар на Хоен-Айбах и на Дюрнау.
Той е единствен син на Йохан Кристоф I фон Дегенфелд (1563 – 1613) и съпругата му Барбара фон Райшах, вдовица на Йохан Волф фон Щамхайм († 1588). Внук е на Кристоф фон Дегенфелд (1535 – 1604), главен фогт в Гьопинген, дворцов майстер във Вюртемберг, и Барбара фон Щамхайм.
Сестра му Анастасия фон Дегенфелд († 1626/1630) е омъжена на 29 септември 1612 г. за Ханс Вилхелм фон Геминген (1573 – 1615) и 1616 г. за далечния роднина Дитрих фон Геминген (1584 – 1659).
След ранната смърт на баща му 1613 г. той е малолетен. Неговите опекуни стават Якоб Еберхард фон Райшах цу Нусдорф и Йохан Филип фон Хелмщат, които получават за него удостоверение за наследството му на 22 март 1614 г. в Щутгарт чрез херцог Йохан Фридрих фон Вюртемберг. През 1616 г. Георг Фридрих фон Грайфенклау, епископът на Вормс, дава директно право удостоверение за наследство на вече 20-годишния Кристоф Якоб, който скоро иска да се жени. Скоро избухва Тридесетгодишната война (1618 до 1648). През 1620 г. той получава одобрение лично от херцог Йохан Фридрих.
През 1625 г. Кристоф Якоб е издигнат на фрайхер заедно с братовчедите му братята военачалника Кристоф Мартин фон Дегенфелд (1599 – 1653) и Кристоф Волфганг фон Дегенфелд († 1631).
Кристоф Якоб умира през 1646 г., оставя три малолетни сина.

## Фамилия
Кристоф Якоб фон Дегенфелд се жени 1619 г. за Анна Маргарета фон Хелмщат († 1631). Те имат шест деца:
- Анна Юлиана, омъжена за Йохан Фридрих Рюдт фон Коленберг
- Анна Барбара
- Кристофора Плайкарда
- Плайкард Кристоф, императорски капитан-лейтенант, умира неженен в Италия
- Кристоф Мартин фон Дегенфелд († 1684), генерал-лейтенант на Република Венеция, неженен
- Йохан Кристоф II фон Дегенфелд († 1680), женен за Вероника Бенигна фон Дахенхаузен

Кристоф Якоб фон Дегенфелд се жени 1632 г. втори път за фрайин Барбара фон Хорнек († 1652). Бракът е бездетен.